# 300 (film)
300 è un film del 2007 co-sceneggiato e diretto da Zack Snyder.
La pellicola è l'adattamento cinematografico dell'omonimo fumetto; quest'ultimo è stato a sua volta ispirato da un altro film, L'eroe di Sparta (1962), un racconto semi-storico della battaglia svoltasi nel 480 a.C. alle Termopili.
Il film è stato girato con la tecnica del chroma key per riprodurre le immagini dell'originale fumetto. È uscito nelle sale negli USA il 9 marzo 2007, mentre in Italia il 23 marzo, ed è stato presentato fuori concorso al Festival di Berlino 2007. Nel marzo 2014 è uscito il sequel 300 - L'alba di un impero.

## Trama
(Una celebre frase dal film, pronunciata da Leonida)
Grecia, V secolo a.C. Delios, un soldato spartano, narra la vita di re Leonida, dalla sua dura gioventù alla sua ascesa al trono di Sparta. Tutto ebbe inizio quando dei messaggeri persiani si presentarono a Sparta chiedendo la loro sottomissione per conto del re Serse. Come risposta alla richiesta, Leonida e i suoi uccisero i messaggeri persiani scaraventandoli in un pozzo (la scena rimarrà nella cultura di massa, con Leonida che prima di uccidere i messaggeri persiani urlerà la nota frase "Questa…. è… Sparta!"). Consapevole di avere innescato una nuova guerra contro i persiani, Leonida si reca dagli efori per esporre il suo piano per contrastare i persiani, che consiste nel creare un blocco di soldati in una stretta gola alle Termopili. Gli efori sono riluttanti e decidono di consultare l'Oracolo, il quale dichiara che gli spartani non possono andare in guerra durante la festività religiosa delle Carnee. In realtà gli efori sono stati corrotti dai persiani e quindi interpretano le profezie in modo da fermare Leonida.
Nonostante gli avvertimenti, Leonida raggruppa trecento dei migliori guerrieri spartani e si avvia a combattere contro i persiani; formalmente i trecento sono le sue "guardie personali" e quindi il re non viola la parola degli efori. Durante il viaggio, un gruppo di Arcadi si unisce alla spedizione. Arrivati alle Termopili, gli spartani rimettono in sesto i muri focesi, utilizzando cadaveri degli esploratori persiani, allo scopo di obbligare l'esercito nemico a infilarsi in una stretta gola. La battaglia da affrontare sarà estrema: i persiani, infatti, possiedono un esercito immenso, composto da circa 1 000 000 soldati. L'esercito di Leonida, invece, è composto da soli trecento dei migliori guerrieri di tutta la Grecia. Durante il cammino Leonida incontra Efialte, uno spartano deforme salvato da una morte certa in tenera età (la società di Sparta, infatti, è molto rigida: solo i bambini sani possono vivere, in quanto diverranno soldati, quelli deformi o giudicati troppo poco robusti sono gettati in un dirupo) e addestrato a combattere dal padre. Efialte informa il re dell'esistenza di un sentiero segreto tramite il quale è possibile aggirare le Termopili, quindi gli chiede di potere combattere con i trecento Spartani per riscattare l'onore del padre. Leonida, pur apprezzando lo spirito guerriero di Efialte, è costretto a rifiutare poiché quest'ultimo non riesce a sollevare il suo scudo: ciò indebolirebbe e danneggerebbe la falange spartana. Il re spartano, tuttavia, offre a Efialte il ruolo di rimuovere le salme dal campo di battaglia e di guarire i feriti, proposta che però offende molto quest'ultimo, che lancia il suo scudo nel mare e trama contro gli spartani.
Il primo giorno inizia il combattimento. L'enorme esercito di persiani, seppur numerosissimo, soccombe alla falange degli spartani, che vincono la battaglia provocando un grande massacro; i persiani lanciano contro Leonida e i suoi soldati un turbine di frecce che si conficca negli scudi nemici, ma non riescono a colpire alcun soldato. Serse, impressionato dalla tenacia dei soldati di Leonida, si reca a parlare personalmente con il re spartano e gli offre, in cambio della resa, il titolo di generale di tutta la Grecia, ma Leonida rifiuta l'offerta e lo minaccia di mostrare che anche un uomo come Serse è in grado di sanguinare. Di sera Serse si vendica del rifiuto del re spartano inviando contro di lui e i suoi soldati i suoi guerrieri formidabili: gli Immortali. Questi guerrieri indossano maschere metalliche mostruose e danno molto filo da torcere all'esercito di Leonida, uccidendo molti suoi compagni e facendo uso di un guerriero gigantesco e mostruoso, a cui rompono le catene che lo tenevano prigioniero per scagliarlo sui nemici, falciandone diversi. Poi affronta Leonida, riuscendo quasi a ucciderlo, sennonché il re spartano, dopo avere schivato tutti i colpi del mostruoso avversario, lo trafigge al braccio con la spada. Il nemico la estrae dalla ferita e, come se nulla fosse, si lancia nuovamente sul re spartano. Quest'ultimo cade a terra, crivellato di colpi allo scudo, e perde sia esso che la spada. Tuttavia, mentre il mostro sta per annientarlo, il re di Sparta riesce con uno sforzo a riafferrare la spada e colpisce all'occhio il nemico, che la estrae nuovamente dalla ferita e con grinta spaventa l'avversario; Leonida, infine, riesce a prevalere recidendogli la testa e lo scontro prosegue. Leonida allora ordina l'attacco e i trecento guerrieri massacrano tutti gli Immortali, provocando un altro mare di morti fra i persiani e il sangue che scorre a fiumi tra le salme. Leonida e i suoi spingono poi i cadaveri giù dalla scogliera e questi sprofondano nel mare.
Il secondo giorno Serse scaglia contro i soldati la fanteria persiana, oltre a un enorme rinoceronte da guerra, che viene abbattuto da Astinos, il figlio del capitano dell'esercito di Leonida. Serse allora invia i genieri dotati di esplosivi e gli elefanti da guerra. Entrambi gli attacchi falliscono miseramente. Un cavaliere persiano, sbucato all'improvviso dalla nebbia, uccide Astinos mozzandogli il capo e il padre, dopo avere lanciato un urlo di dolore verso i persiani, travolto dall'odio esce dai ranghi e comincia a massacrare tutti i persiani che gli capitano a tiro. Si dispera al tal punto che viene trascinato con forza da tre spartani per portarlo indietro, cacciando un urlo di assoluta ferocia contro gli avversari, tanto da farli arretrare spaventati. Ha termine così la dura e lunghissima battaglia di Leonida e dell'esercito di Serse. Nel frattempo Efialte, furioso per essere stato rifiutato dal re, si reca nel campo dei persiani e, in cambio di una posizione di prestigio all'interno dell'esercito di Serse, rivela il percorso segreto per attraversare le Termopili. Quando si scopre la mossa di Efialte gli Arcadi si ritirano, consapevoli che non ci sono possibilità di vittoria, e Leonida ordina a Delios (ferito all'occhio sinistro) di partire con loro e tornare a Sparta per raccontare a tutta la Grecia le loro gesta.
Intanto, a Sparta, il consigliere Terone concupisce la regina Gorgo, moglie di Leonida, affinché, in cambio dei favori di lei, Terone la aiuti a convincere il consiglio di Sparta a inviare l'intero esercito in guerra. Al consiglio, inaspettatamente, Terone non soltanto non sostiene la regina, ma l'accusa di adulterio davanti all'intero congresso. La regina, furente per gli insulti, uccide Terone, trafiggendogli il ventre con un pugnale. Egli cade a terra morto e alcune monete persiane con il volto di Serse rotolano per il consiglio, il che rende palese il suo tradimento.
Alle Termopili i persiani circondano gli spartani da tutti i lati e i messaggeri di Serse chiedono la resa di Leonida. Il Dio-Re offre nuovamente a Leonida il titolo di generale di tutta la Grecia. Il re spartano si leva scudo, elmo e lancia per fingere di inchinarsi, e, con un urlo a sorpresa, spinge un suo compagno a scagliare la lancia contro un nemico, uccidendolo. Serse, sconvolto, ordina ai suoi soldati di trucidare i trecento guerrieri una volta per tutte, mentre Leonida scaglia la sua lancia contro lo stesso Serse, ferendolo al labbro, che inizia a sanguinare, come detto da Leonida. Mentre il re persiano si mette una mano sulla ferita per tamponarla, i suoi guerrieri lanciano una gragnola di frecce contro i trecento, bersagliandoli e gettandoli a terra semivivi. Infine un turbine di frecce terribili e letali parte dagli archi dei persiani contro i trecento, annientandoli e ferendo anche Leonida, che morirà per ultimo, crivellato di frecce.
Nel finale Delios termina il racconto delle gesta di Leonida e dei suoi trecento davanti all'esercito di spartani e greci di tutto il Paese, pronti ad affrontare l'esercito persiano. Egli ricorda che quell'esercito che riuscì con estrema difficoltà a vincere trecento spartani, ora dovrà tremare davanti a 10 000 spartani e a 30 000 greci provenienti dalle altre città-stato. Ha così inizio la battaglia di Platea, che vedrà vittoriosa la Grecia e segnerà la fine dell'invasione persiana.

## Produzione
Il produttore Gianni Nunnari non era l'unico ad avere in mente un film sulla battaglia delle Termopili: anche il regista Michael Mann aveva già pianificato un film sulla stessa battaglia, basato sul libro Gates of Fire. Nunnari scoprì il fumetto 300, che lo impressionò così tanto da fargli acquistare i diritti di riproduzione. 300 fu prodotto in collaborazione fra Nunnari e Mark Canton, mentre Michael B. Gordon scrisse i testi.
Il regista Zack Snyder fu scelto nel giugno 2004 poiché aveva già provato a fare un film tratto da una storia di Miller prima di fare il suo debutto con il remake di Dawn of the Dead, Snyder quindi volle lo sceneggiatore Kurt Johnstad per riscrivere il lavoro di Gordon per la produzione, e Frank Miller fu tenuto come consulente e produttore esecutivo.
Il film è un riadattamento fotogramma per fotogramma del fumetto, un po' com'è successo per Sin City. Snyder ha fotocopiato alcuni riquadri dal fumetto originale, con cui poi ha progettato le scene precedenti e seguenti. «È stato un lavoro divertente per me [...] avere un fotogramma come obiettivo da raggiungere» racconta il regista.
Come nel fumetto anche l'adattamento utilizza il personaggio di Delios come narratore. Snyder ha usato questa tecnica narrativa per mostrare al pubblico che il surreale mondo di 300 creato da Frank Miller è rappresentato da una prospettiva soggettiva. Utilizzando l'abilità di Delios nel narrare, ha potuto introdurre elementi fantastici nel film, spiegando che «Delios è un ragazzo che sa come non distruggere una buona storia con la verità». Snyder ha anche aggiunto la "storia nella storia" in cui la Regina Gorgo tenta di dare sostegno al marito.
Le riprese del film sono iniziate il 17 settembre 2005 e si sono concluse il 18 dicembre 2005 con la tecnica digitale, la fase di pre-produzione è durata un anno, per creare centinaia di scudi, lance e spade, alcune delle quali sono state riciclate dai film Troy e Alexander. Furono costruiti anche un lupo e tredici cavalli robot animati meccanicamente. Gli attori si sono allenati accanto agli stuntmen, e anche Snyder ha partecipato. Più di seicento costumi sono stati confezionati per il film, così come protesi estensive per vari personaggi e corpi di soldati Persiani.
Nel film è stata applicata la tecnica del digital backlot (utilizzo di uno sfondo solitamente verde, sul set da modificare nella post-produzione), Snyder ha girato il film negli Icestrom Studios, ora in disuso, a Montréal, con uno sfondo verde (greenscreen). L'attore Gerard Butler racconta che mentre lui non si sentiva costretto nella direzione di Snyder, la fedeltà al fumetto ha imposto diverse limitazioni alla sua performance. David Wenham, invece, racconta che c'erano volte in cui Snyder voleva catturare precisamente i momenti iconici del fumetto, e altre in cui lasciava agli attori la libertà di «esplorare il mondo e i confini che erano stati stabiliti». Lena Headey parla della sua esperienza con il greenscreen: «È molto strano, e per quanto riguarda l'emozione non c'è nulla con cui trovare sintonia a parte che con un altro attore». Solo una scena, in cui gli ambasciatori Persiani arrivano a Sparta, è stata girata all'aperto.
Il film è stato una produzione fisicamente intensa, e Butler durante le riprese si è stirato il tendine di un braccio e ha avuto dolore a un piede.
La post-produzione è stata gestita dai Meteor Studios e la Hybride Technologies di Montréal ha riempito le riprese in bluescreen con più di 1500 effetti visuali. Il supervisore agli effetti speciali, Chris Watts e il progettista della produzione, Jim Bissell hanno creato un processo chiamato "The Crush", che ha permesso agli artisti della Meteor di manipolare i colori incrementando il contrasto delle luci e delle ombre. Alcune sequenze sono state "desaturizzate" e dotate di tono per stabilire differenti sfumature. Gli sfondi e le ambientazioni che si vedono nel film sono stati creati virtualmente: i personaggi sono stati inseriti in seguito in fase di montaggio, con la stessa tecnica utilizzata per Sin City. Gli attori hanno recitato all'interno di studi attrezzati con green screen per utilizzare la tecnica del chroma key. Nonostante un'ottima tecnica per la realizzazione, il film ha avuto un budget di circa 65000000 $. Ghislain St-Pierre, che ha condotto il team degli artisti, ha descritto l'effetto: "Tutto sembra reale, ma dà come una sensazione di vedere "un'illustrazione granulosa". Sono stati utilizzati svariati programmi, tra cui Maya, RenderMan and RealFlow, per creare gli spruzzi di sangue. Il processo di post produzione è durato più del previsto, più di un anno, ed è stato parecchio intenso e impegnativo, tanto da costringere la Warner Bros. a rimandare l'uscita della pellicola nelle sale cinematografiche. Originariamente previsto come blockbuster natalizio in uscita per l'8 dicembre 2006, 300 fu in seguito posticipato al 9 marzo 2007.

### Fotografia
Degna di nota è la fotografia, con caratteristiche spesso cupe come nel tipico noir Sin City, ma questa volta rigorosamente a colori, ottenuto grazie a una tecnica simile alla draganizzazione usata in fotografia. Le immagini sono ritoccate e perfezionate dai Virtual Studios in ogni minimo particolare, dai fondali ai dettagli, con tono marcato sulla scala dei rossi nelle sequenze di battaglia, fino ad arrivare alle scale di grigi e ciano nelle sequenze di dialogo e narrazione. Nel film non sono quasi mai utilizzate inquadrature con obiettivi grandangolari, spesso utilizzati per un effetto di distorsione della realtà; si può tuttavia notare l'utilizzo di effetti grafici nelle creature di altezza surreale, quasi sempre inquadrate dal basso verso l'alto, quasi come se si volesse sottolineare la follia del loro utilizzo in battaglia. Le stesse inquadrature sono subito seguite da ribaltamenti sull'asse di ripresa che, contrariamente a quanto accade di solito nei film fantasy, in cui il pubblico va quasi ad aiutare l'esercito protagonista della trama (come per farci schierare tra i buoni), pone i guerrieri spartani in un'ottica più distante.
La ben nota tecnica del bullet time questa volta non è utilizzata come potrebbe essere, poiché la velocità non è ridotta fino rendere visibile il movimento di un proiettile, ma consta di un complesso rallentatore ad alta frequenza di fotogrammi; inoltre, a differenza del bullet-time di Matrix che rotea intorno al soggetto ripreso, qui l'inquadratura è spesso fissa o a inseguimento, a carrellata frontale o laterale. Varie scene, costruite in piano sequenza, vanno a dilatare ulteriormente il tempo concesso allo spettatore per osservare ogni dettaglio, anche in secondo piano. Lo svolgersi dei combattimenti, spesso molto cruenti, è esaltato dal sangue aggiunto digitalmente alle scene; quest'ultimo, che sembra quasi essere disegnato a mano, richiama i tratti del fumetto da cui è tratta la storia.

## Colonna sonora
Nel luglio 2005 il compositore Tyler Bates ha iniziato a lavorare sul film, descrivendo la colonna sonora come "bellissimi temi sulla parte alta e larga del coro", ma "temperata con qualche picco di pesantezza". Bates ha realizzato una musica per una scena test che il regista voleva mostrare alla Warner Bros. al fine di illustrare il percorso del progetto. Bates disse che la colonna sonora aveva "molto peso e intensità nella parte bassa delle percussioni" che Snyder trovava in accordo con il film. La musica è stata poi registrata agli Abbey Road Studios e contiene la voce di Azam Ali. Il 6 marzo 2007 sono state messe in commercio un'edizione standard e una speciale della colonna sonora del film che contiene venticinque tracce e un libretto interno di sedici pagine e tre figurine doppio - lato.
La musica ha incontrato delle controversie tra i compositori per film, raccogliendo critiche per la sua somiglianza impressionante con molte altre colonne sonore, come quella composta da James Horner e Gabriel Yared per il film Troy.
Le musiche da cui presumibilmente ha ripreso maggiori "prestiti" appartengono a Titus, 1999 (musiche di Elliot Goldenthal). "Remember Us", dal film "300" è identica in alcune parti al "Finale" di "Titus", mentre "Returns a King" è simile all'attacco di "Victorius Titus". In ogni caso, il 3 agosto 2007, la Warner Bros. Picture ha riconosciuto in una dichiarazione ufficiale che "parti della colonna sonora di "300" sono tratte, senza conoscenza o intervento, dalle musiche realizzate dal compositore, vincitore dell'Academy Award, Elliot Goldenthal, per il film "Titus". La Warner Bros. Picture ha grande rispetto per Elliot, nostro collaboratore da lungo tempo, e ha il piacere di avere risolto la questione amichevolmente".

## Promozione
Il sito ufficiale di "300" è stato lanciato dalla Warner Bros. nel dicembre 2005. L'«arte concettuale» e il blog di Zack Snyder sono state le principali attrazioni del sito. In seguito, il sito web ha aggiunto video-giornali che descrivono i dettagli della produzione, inclusi i fotogrammi dal fumetto allo schermo e le creature di "300". Nel gennaio 2007, è stata lanciata una pagina di MySpace per il film. L'Art Institutes ha creato un micro - sito per promuovere il film.
Al Comic-Con International (Congresso Internazionale sul Fumetto) ad agosto 2006, il cartello di "300" trasmetteva un tormentone promozionale che è stato accolto positivamente, ma, nonostante la sicurezza fosse rigorosa, il trailer è stato trasmesso su Internet. La Warner Bros. ha reso disponibile il trailer ufficiale di "300" l'8 dicembre 2006 facendo il suo debutto sul sito apple.com dove ha ricevuto considerevole pubblicità. La musica utilizzata nel trailer è Just Like You Imagined dei Nine Inch Nails. Un secondo trailer è stato trasmesso negli USA sempre a dicembre 2006 durante i provini del film Apocalypto. Il 22 gennaio 2007 un trailer esclusivo per il film è stato trasmesso in prime time televisivo. I Trailer sono stati tutti molto criticati con vivo interesse e hanno contribuito al suo successo al botteghino.
Nell'aprile 2006 la Warner Bros. Interactive Entertainment ha annunciato l'intenzione di creare un gioco per PlayStation Portable dal titolo "300, Marcia per la Gloria", basato sul film. Insieme alla Warner Bros. hanno lavorato i Collision Studios per catturare lo stile del film all'interno del video game, distribuito negli Stati Uniti contemporaneamente al film.
La National Entertainment Collectibles Association ha prodotto una serie di action figure basate sul film insieme a repliche di armi e armature.
La Warner Bros. Pictures ha promosso "300" sponsorizzando Chuck Liddell, il campione dei pesi massimi leggeri dell'Ultimate Fighting Championship, il quale ha fatto apparizioni personali e partecipato in altre attività promozionali. Gli studios sono anche entrati a fare parte della National Hockey League per produrre uno spot televisivo di trenta secondi per la promozione del film in tandem con i playoff della Stanley Cup.

## Distribuzione
Il film è stato distribuito nelle sale cinematografiche mondiali a marzo 2007, tranne che in alcune nazioni, dove è uscito nei primi giorni di aprile 2007 e in Giappone, l'ultima nazione a lanciare il film, a giugno 2007.
A fine agosto 2006, la Warner Bros. annunciò la distribuzione di "300" nelle sale negli USA per il 16 marzo 2007, ma a ottobre 2006 fu anticipata al 9 marzo 2007.
Il 9 luglio 2007 il canale statunitense via cavo TNT (Turner Network Television) ha acquistato dalla Warner Bros. i diritti per trasmettere il film. La TNT potrà iniziare a trasmettere la pellicola da settembre del 2009. Fonti dicono che la rete ha pagato tra i diciassette e i 20 milioni di dollari per avere il film. TNT è d'accordo per una distribuzione triennale invece della più tipica di cinque anni.
In Italia Mediaset ha acquisito i diritti dalla Warner Bros. Italia per trasmettere il film a pagamento sul digitale terrestre dal 19 gennaio 2008. Inoltre il 1º novembre 2009 è stato trasmesso gratuitamente su Italia 1.

### Data di uscita
Il film è stato distribuito nelle sale cinematografiche internazionali in gran parte a marzo 2007, in altri Paesi agli inizi di aprile 2007 eccetto il Giappone che è stata l'ultima nazione a lanciare il film nelle sale.
| Date di uscita internazionalifilm | Date di uscita internazionalifilm |
| Paese                             | Data                              |
| --------------------------------- | --------------------------------- |
| Grecia                            | 8 marzo 2007                      |
| Stati Uniti                       | 9 marzo 2007                      |
| Canada                            | 9 marzo 2007                      |
| Corea del Sud                     | 14 marzo 2007                     |
| Turchia                           | 16 marzo 2007                     |
| Belgio                            | 21 marzo 2007                     |
| Francia                           | 21 marzo 2007                     |
| Paesi Bassi                       | 22 marzo 2007                     |
| Italia                            | 23 marzo 2007                     |
| Regno Unito                       | 23 marzo 2007                     |
| Spagna                            | 23 marzo 2007                     |
| Norvegia                          | 23 marzo 2007                     |
| Messico                           | 23 marzo 2007                     |
| Argentina                         | 29 marzo 2007                     |
| Brasile                           | 30 marzo 2007                     |
| Finlandia                         | 3 aprile 2007                     |
| Svezia                            | 4 aprile 2007                     |
| Germania                          | 5 aprile 2007                     |
| Portogallo                        | 5 aprile 2007                     |
| Giappone                          | 9 giugno 2007                     |

### Edizioni home video
Il film è stato distribuito dalla Warner Bros. in DVD negli Stati Uniti d'America il 31 luglio 2007, mentre sul mercato italiano il film è stato messo in commercio il 25 settembre 2007. In entrambe le nazioni il film è stato messo in vendita disponibile in edizione disco singolo e disco doppio, quest'ultima contiene più di cinque ore di contenuti extra. Negli stessi giorni sono state messe in commercio anche le versioni del film ad alta definizione Blu-ray Disc e HD DVD.
La società Home Media Research ha confermato che negli USA l'edizione ad alta definizione del film 300 in Blu-ray Disc ha venduto circa 190 000 copie al lancio, quasi il doppio del concorrente HD-DVD, che ne ha vendute circa 97 000 copie.
A fine novembre 2007 la società Media Control Gfk ha eseguito la stessa ricerca di vendite in alta definizione nel vecchio continente verificandosi lo stesso che è accaduto nel Nord America.
Pure in Europa il Blu-ray Disc ha venduto più di un milione di copie di film in alta definizione battendo del doppio il concorrente HD-DVD, in testa tra i film più venduti in Blu-ray vi è proprio 300 seguito dal film Casino Royale. Sempre secondo la società Media Control Gfk con questi risultati, il Blu-ray ha conquistato circa il 73 % del mercato dell'alta definizione contro il 23 % ottenuto da HD-DVD.
A fine agosto 2009 è disponibile anche l'edizione in Blu-ray Disc intitolata 300: The complete experience.

## Accoglienza

### Incassi
300 ha aperto due giorni in anticipo, il 7 marzo 2007, a Sparta, e nel resto della Grecia l'8 marzo. I responsabili degli Studios sono rimasti sorpresi dai risultati delle visioni, che si sono dimostrate anche doppie rispetto al previsto. Ne danno il merito alla violenza stilizzata presente nel film, al forte ruolo femminile della regina Gorgo che ha attratto un gran numero di donne nelle sale e al battage pubblicitario su MySpace. Il produttore Mark Canton ha detto: «MySpace ha avuto un enorme impatto, ma [il film] ha trasceso le limitazioni di internet o della graphic-novel. Quando fai un grande film, la voce si può spargere molto in fretta».
Il film ha realizzato un record per i cinema IMAX, realizzando nel weekend di apertura 3,6 milioni di dollari.
300 è stato campione d'incassi ed è al nono posto nella classifica dei film più visti nel 2007, il film ha incassato a livello internazionale 456068181 $ nelle sale americane la pellicola ha incassato 210614939 $ conquistando subito il primo posto nel box office settimanale. Nei primi tre giorni di proiezione negli USA il film ha incassato circa 70885301 $, mentre in Italia il film è arrivato a incassare circa 10617735 € rimanendo per tre settimane di fila in testa ai box office..

### Critica
Sin dalla sua prima mondiale al Festival di Berlino il 14 febbraio 2007, di fronte a una platea di 1 700 persone, 300 ha ricevuto in genere delle recensioni di tipo diverso. Se da un lato ha ricevuto una standing ovation dal pubblico della prima, non è stato gradito a una visione per la stampa di alcune ore prima, dove molti partecipanti se ne sono andati durante la proiezione e quelli che sono rimasti hanno fischiato il film alla fine. Nell'America del Nord, le recensioni dei critici su 300 sono divise. Su Rotten Tomatoes ha ottenuto un punteggio di approvazione del 61% basato su 236 critiche, con un voto medio di 6,1 su 10; il consenso critico del sito web recita: "Un'esperienza semplice, ma visivamente eccitante, piena di sangue, violenza e citazioni cinematografiche già pronte". Su Metacritic 300 ha ricevuto un punteggio di 52 su 100 basato su 42 recensioni, finendo, invece, nella categoria delle "recensioni contrastanti o nella media".
Le due maggiori riviste del settore hanno pubblicato recensioni generalmente positive. Todd McCarthy di Variety descrive il film come «visivamente coinvolgente», mentre Kirk Honeycutt, per il The Hollywood Reporter, loda la «bellezza della sua topografia, i colori e le forme». Scrivendo nel Chicago Sun Times, Richard Roeper acclama 300 come "il Citizen Kane dei fumetti cinematografici". 300 è stato anche caldamente accolto da siti internet focalizzati su fumetti e video game. Mark Cronan nel Comic Book Resources ha trovato il film avvincente, lasciandolo "con una sensazione di potere, dato dall'essere stato testimone di qualcosa di grande". Todd Gilchrist (IGN) acclama Zack Snyder come un visionario cinematografico e come il "possibile redentore della moderna cinematografia".
Ci sono state comunque alcune critiche al film apparse sulle maggiori riviste Americane. A. O. Scott del New York Times descrive 300 come "un film violento come Apocalypto e due volte più stupido", criticando inoltre lo schema dei colori usato e affermando che la trama include sfumature razziste. Kenneth Turan scrive nel Los Angeles Times che "sempre che non si ami la violenza come uno Spartano, come Quentin Tarantino o come un teenager che gioca ai video-games, non si resterà di sicuro affascinati". Alcuni giornali greci sono stati in particolare molto critici, come il critico cinematografico Robby Eksiel il quale afferma che un appassionato di cinema non rimarrebbe stupefatto dalle "azioni digitali", bensì sarebbe irritato dalle "pompose interpretazioni e dai personaggi unidimensionali".

## Riconoscimenti
- 2008 - Saturn Awards
  - Miglior film d'azione/di avventura/thriller
  - Miglior regia a Zack Snyder
  - Candidatura per il miglior attore a Gerard Butler
  - Candidatura per il miglior attore non protagonista a David Wenham
  - Candidatura per la miglior attrice non protagonista a Lena Headey
  - Candidatura per la miglior sceneggiatura a Michael Gordon, Zack Snyder e Kurt Johnstad
  - Candidatura per i migliori costumi a Michael Wilkinson
  - Candidatura per il miglior trucco a Shaun Smith, Mark Rappaport e Scott Wheeler
  - Candidatura per i migliori effetti speciali a Chris Watts, Grant Freckelton, Derek Wentworth e Daniel Leduc
  - Candidatura per la miglior colonna sonora a Tyler Bates
- 2007 - Cinema Audio Society Awards
  - Candidatura per il miglior sonoro
- 2007 - Golden Trailer Award:
  - Miglior promozione
- 2007 - MTV Movie Awards
  - Miglior combattimento (Gerard Butler contro "The Uber Immortal")
  - Candidatura per il miglior film
  - Candidatura per la miglior performance a Gerard Butler
  - Candidatura per la miglior performance rivelazione a Lena Headey
  - Candidatura per il miglior cattivo a Rodrigo Santoro
- 2007 - Satellite Award:
  - Migliori effetti speciali
  - Candidatura per il miglior film d'animazione o a tecnica mista
  - Candidatura per il miglior suono
- 2008 - Screen Actors Guild Award
  - Migliori controfigure

## Inesattezze storiche
Il film è stato duramente criticato per la sua mancanza di veridicità storica in numerose scene.
Il regista Zack Snyder ha dichiarato durante un'intervista su MTV che "gli eventi sono veritieri al 90%. È proprio nella visualizzazione che è pazzesco... Ho mostrato il film a storici di tutto il mondo, i quali hanno detto che è sorprendente. Non riuscivano a credere quanto fosse accurato". Continua dicendo che il film "è un'opera e non un documentario. Questo è ciò che rispondo quando la gente dice che non è preciso storicamente". È comunque citato in una storia della BBC News che in fondo il film è un film fantasy. Descrive anche il narratore del film, Delios, come "un ragazzo che sa come non distruggere una buona storia con la verità".
Paul Cartledge, professore di Storia Greca alla Università di Cambridge, ha consigliato i registi sulla pronuncia greca dei nomi, e ha dichiarato che "hanno fatto un buon utilizzo" della sua pubblicazione su Sparta. Ha inoltre lodato il film per la sua descrizione del "Codice eroico Spartano", e del "ruolo chiave delle donne nell'appoggiare il codice marziale maschile dell'onore eroico", mentre ha espresso riserve nei confronti della sua rappresentazione "Ovest" (i buoni) contro l'"Est" (i cattivi). Cartledge ha scritto che il film gli è piaciuto, sebbene abbia trovato ironica la descrizione che fa Leonida degli Ateniesi come "amanti dei ragazzi", data la sua opinione sull'omosessualità istituzionale del sistema scolastico di Sparta.
Ephraim Lytle, professore assistente di Storia Greca all'Università di Toronto, afferma che "300" idealizza la società di Sparta come "problematica e inquietante", così pure descrive le "centinaia di Persiani" come mostri e i Greci non di Sparta come deboli. Suggerisce che l'universo morale del film sembrerebbe "bizzarro sia per i Greci antichi sia per gli storici moderni".
Victor Davis Hanson, professore di Storia Classica presso la California State University di Fresno, che ha scritto la prefazione per la riedizione 2007 del romanzo, afferma che il film dimostra un'affinità specifica con il materiale originale di Erodoto in cui cattura l'ethos marziale dell'antica Sparta e rappresenta la battaglia delle Termopili come "uno scontro di civiltà". Commenta che Simonide, Eschilo ed Erodoto vedevano quella delle Termopili come una battaglia contro "il centralismo orientale e il feudalesimo collettivo", che è opposto all'"idea del cittadino libero di una polis autonoma". Ha inoltre affermato che il film dipinge la battaglia in una maniera surreale e che l'intenzione è stata di "divertire e sbalordire, prima, istruire, poi".
Touraj Daryaee, professore associato di Storia Antica presso la California State University di Fullerton, critica il tema centrale del film, cioè "la libertà" e "l'amore per la democrazia" degli Spartani contro "la schiavitù" dei Persiani. Daryaee afferma che l'impero Achemenide, cioè quello persiano, assumeva e pagava la gente indipendentemente dal loro sesso o etnia, mentre nel V secolo ad Atene "meno del 14% della popolazione partecipava alla democrazia, e "quasi il 37%" era formato da schiavi. Sostiene inoltre che Sparta "era una monarchia militare con un Consiglio di anziani che decideva sulle questioni politiche, ma non era una democrazia".

## Casi mediatici
Prima dell'uscita di 300 alla "Warner Brothers" hanno espresso preoccupazione sugli sviluppi politici della trama del film. Snyder riferisce che "C'era una grande sensibilità sul problema del conflitto tra Est e Ovest negli studi".
La speculazione dei media riguardo a un possibile parallelismo tra il conflitto greco - persiano e gli eventi attuali iniziò in un'intervista con Snyder prima del Berlin Film Festival. L'intervistatore fece notare che "tutti sono certi che questo [film] si possa tradurre in politica contemporanea". Snyder replicò che, sebbene fosse consapevole che molti avrebbero letto il film attraverso il filtro degli avvenimenti recenti, non c'è nessun parallelismo intenzionale tra il film e il mondo odierno.
Oltre ai parallelismi politici alcuni critici hanno sollevato questioni più generali sull'orientamento ideologico del film. Il critico del New York Post Kyle Smith scrive che il film sarebbe stato gradito dai giovani di "Adolf", e Dana Stevens di Slate paragona il film a The Eternal Jew, "come un esempio di come fantasia race-baiting e mito nazionalista possano fungere da incitamento alla guerra totale". Roger Moore, un critico dell'Orlando Sentinel, bolla 300 con la definizione di Susan Sontag di arte "fascista".
Tuttavia, sul Newsday, il critico Gene Seymour afferma che reazioni del genere sono sbagliate, scrivendo che "il film è semplicemente troppo maledettamente stupido per supportare una qualsiasi teoria ideologica". Snyder stesso scarta letture ideologiche, suggerendo che critici che descrivono un "film-fumetto su una manciata di tizi... che si prendono a calci nel di dietro l'un l'altro" usando parole come 'neocon', 'omofobico', 'omoerotico' o 'razzista' "sono del tutto fuori strada".
Dalla sua uscita nelle sale 300 ha provocato controversie anche riguardo al ritratto che fa dei popoli dell'Impero Persiano. Vari critici, storici, giornalisti, e ufficiali del governo iraniano, incluso il presidente Mahmoud Ahmadinejad hanno denunciato il film. Azadeh Moaveni del Time riferisce che Tehran è "oltraggiata" a seguito della pubblicazione del film. Moaveni identifica due fattori che possono avere contribuito a questa intensa reazione: la sua distribuzione alla vigilia di Norouz, l'anno nuovo Persiano, e la visione comune in Iran dell'impero Acamenide come "Una pagina particolarmente nobile della loro storia". Svariate fonti ufficiali iraniane hanno condannato il film. L'accademia iraniana delle arti ha sottoscritto una formale denuncia contro il film all'UNESCO, etichettandolo come un attacco all'identità storica dell'Iran. La missione iraniana alle Nazioni Unite ha protestato contro il film tramite un "press release", e le ambasciate iraniane hanno protestato contro la sua proiezione in Francia, Thailandia, Turchia e Uzbekistan.
Come nel fumetto i Persiani sono raffigurati come un'orda mostruosa, barbarica e demoniaca e il re Serse è dipinto come androgino. I critici hanno suggerito che questo è stato fatto per enfatizzare in modo brusco il contrasto con la mascolinità dell'esercito spartano. Steven Rea afferma che i persiani del film siano il mezzo di un anacronistico collegamento di stereotipi occidentali di culture Africane e Asiatiche.
In risposta alla critica un portavoce della Warner Bros. si sarebbe contraddetto con quanto disse Snyder riguardo alla percentuale di veridicità degli eventi.

## Sequel
Nel giugno 2008 i produttori hanno rivelato che il lavoro era cominciato su un sequel di 300, 300 - L'alba di un impero, uscito nel marzo 2014. Zack Snyder era interessato a dirigere il film, ma è passato a dirigere il reboot di Superman: L'uomo d'acciaio, e il regista è stato Noam Murro. Protagonisti Sullivan Stapleton, Eva Green e Rodrigo Santoro.